# باشگاه فوتبال بلکفیلد و لانگلی
باشگاه فوتبال بلکفیلد و لانگلی (به انگلیسی: Blackfield and Langley Football Club) یک باشگاه فوتبال در شهر بلکفیلد، همپشایر، کشور انگلستان است که در سال ۱۹۳۵ میلادی تأسیس شده‌است.